# Piz Tschütta
Piz Tschütta lub Stammerspitze — szczyt w Samnaungruppe, w Alpach Retyckich. Leży w Szwajcarii, w kantonie Gryzonia.